# Tyr
Tyr (staronordijski Týr) je staronordijski bog rata. On je najsmioniji bog, a odlučuje o ishodu rata. Njegovu žensku stranu simboliziraju valkire. O njemu se malo zna, čak nije sigurno ni je li Odinov sin ili sin diva Hymira. 

## Okivanje Fenrisulfa
Izgubio je ruku prilikom vezivanja divljega vuka Fenrisulfa (Fenrira), sina Lokijeva. Bogovi su znali da će im Lokijeva čudovišna djeca praviti probleme, pa su se odlučili osigurati. Tyr je bio jedini koji se usudio nositi mu hranu, a pritom je primijetio da vuk svakoga dana raste nevjerojatnom brzinom, kako su sva proročanstva ukazivala na oprez, bogovi ga odlučiše okovati. Prvo načiniše okove Leding, no vuk se oslobodi iz njih. Potom načiniše okove Dromi, no vuk se oslobodi iz njih. Tada bogovi uvidješe da neće moći sami okovati vuka te Odin pošalje glasnika Skirnira da ode patuljcima i da im da da oni naprave okove. Patuljci su bili najvještiji majstori i načinili su sve dragocjenosti što su ih bogovi posjedovali. Patuljci naprave okove Gleipnir, što znači »otvoreni«, i to od šest sastojaka: od mačjeg paperja i ženske brade, od korijenja planina, od medvjeđih tetiva, od ribljeg daha i ptičje pljuvačke. Okovi su naizgled bili poput svilene čipke. Bogovi pozvaše Fenrisulfa na otok Lyngvi, gdje su ga planirali zatočiti. No vuk je bio sumnjičav i slutio prijevaru, te je zatražio da jedan od bogova stavi ruku u njegove ralje kao zalog da će ga bogovi osloboditi iz uza. Tu su se bogovi zatekli, jer je bilo jasno da ga ne žele pustiti, a to znači da će netko ostati bez ruke. I nitko nije htio dati ruku sve dok Tyr ne ispruži desnicu i stavi je Fenrisulfu u čeljust. Vuk se pokušao osloboditi okova, ali nije išlo, i što je jače trzao, okov se više zatezao. I svima je to bilo smiješno, osim Tyru. On je ostao bez ruke.
U Ragnaroku, konačnoj borbi, borit će se s ognjenim psom Garmom. Ubit će jedan drugoga.
Postoji mišljenje da je Tyr smatran vrhovnim bogom prije Odina. A čini se da se istočni Germani zadržali primat Tyra; postoje zapisi da su Goti svome bogu rata prinosili ruke svojih žrtava.
U germanskim jezicima utorak nosi ime po njemu (šved. tisdag, dan. i norv. tirsdag, staronordijski tysdagr, engl. Tuesday).
Često se uspoređuje s rimskim bogom Marsom.